# Ruan Minor
Ruan Minor – wieś w Anglii, w hrabstwie Kornwalii, w dystrykcie (unitary authority) Kornwalia, w civil parish Grade–Ruan. Leży 30 km od miasta Penzance, 31,4 km od miasta Truro i 397 km od Londynu. W 2015 miejscowość liczyła 633 mieszkańców. W 1931 roku civil parish liczyła 247 mieszkańców.